# Drhovle Ves
Drhovle Ves je malá vesnice, část obce Drhovle v okrese Písek v Jihočeském kraji. Prochází zde silnice I/4. Drhovle Ves leží v katastrálním území Drhovle o výměře 4,9 km².

## Historie
První písemná zmínka o vesnici pochází z roku 1323.

## Obyvatelstvo
| Rok            | 1869 | 1880 | 1890 | 1900 | 1910 | 1921 | 1930 | 1950 | 1961 | 1970 | 1980 | 1991 | 2001 | 2011 | 2021 |
| -------------- | ---- | ---- | ---- | ---- | ---- | ---- | ---- | ---- | ---- | ---- | ---- | ---- | ---- | ---- | ---- |
| Počet obyvatel | 216  | 195  | 166  | 161  | 172  | 183  | 205  | 178  | 129  | 116  | 105  | 103  | 79   | 73   | 85   |
| Počet domů     | 31   | 31   | 31   | 31   | 34   | 36   | 40   | 45   | 48   | 38   | 31   | 27   | 35   | 35   | 38   |

## Pamětihodnosti
- Kaple svatého Prokopa

## Galerie

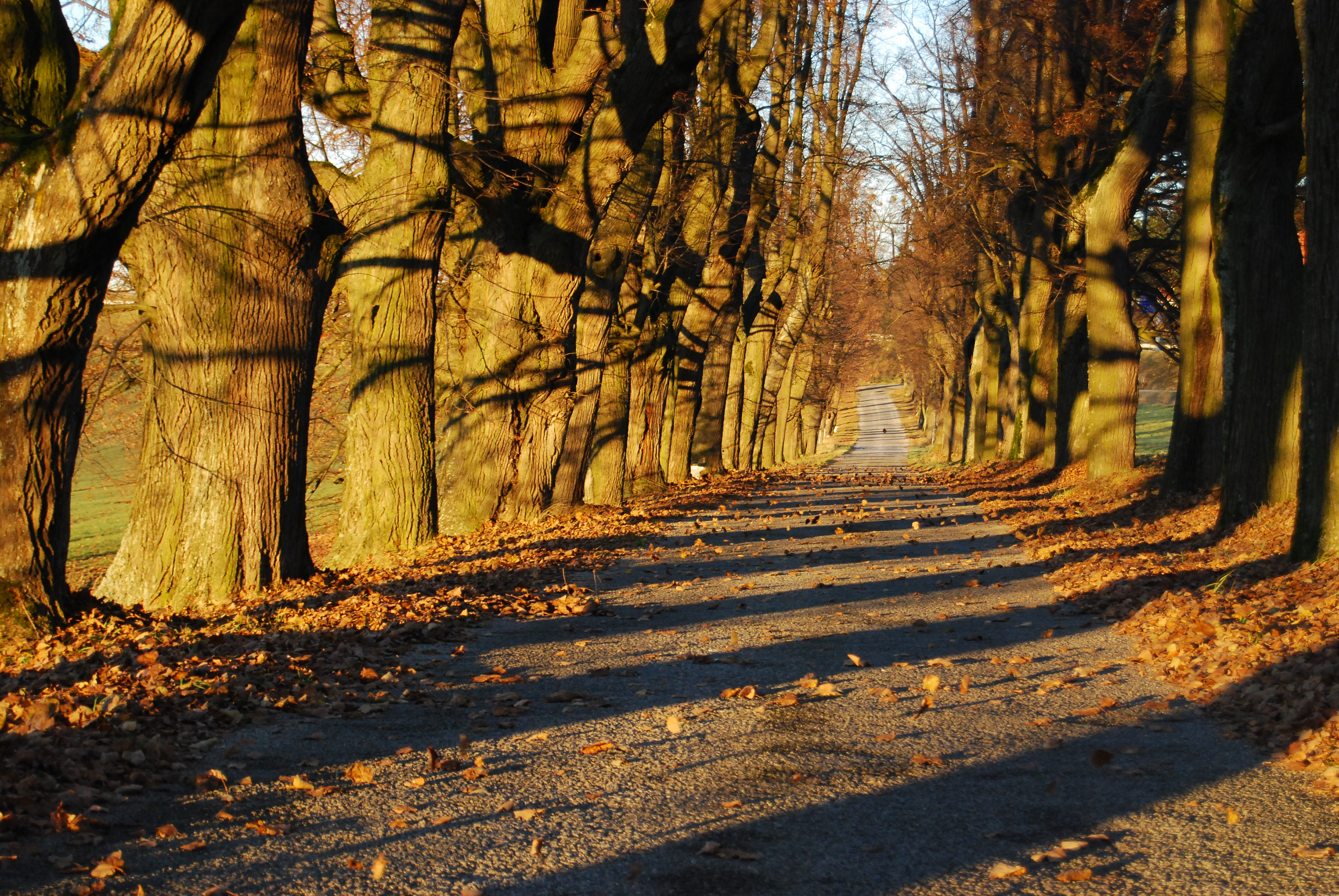
Pohled na začátek Lipové aleje v Drhovli
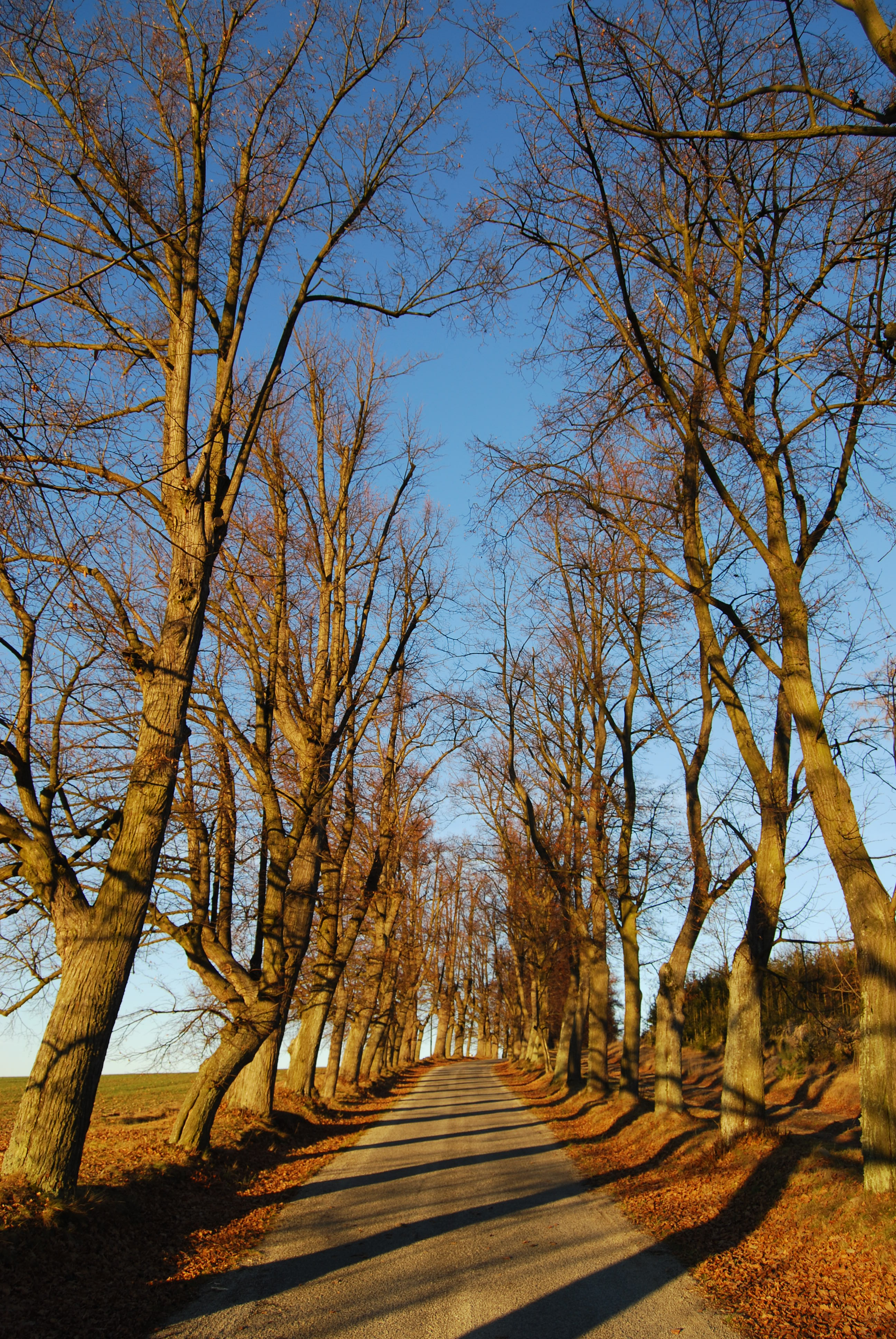
Národní kulturní památka Lipová alej v Drhovli
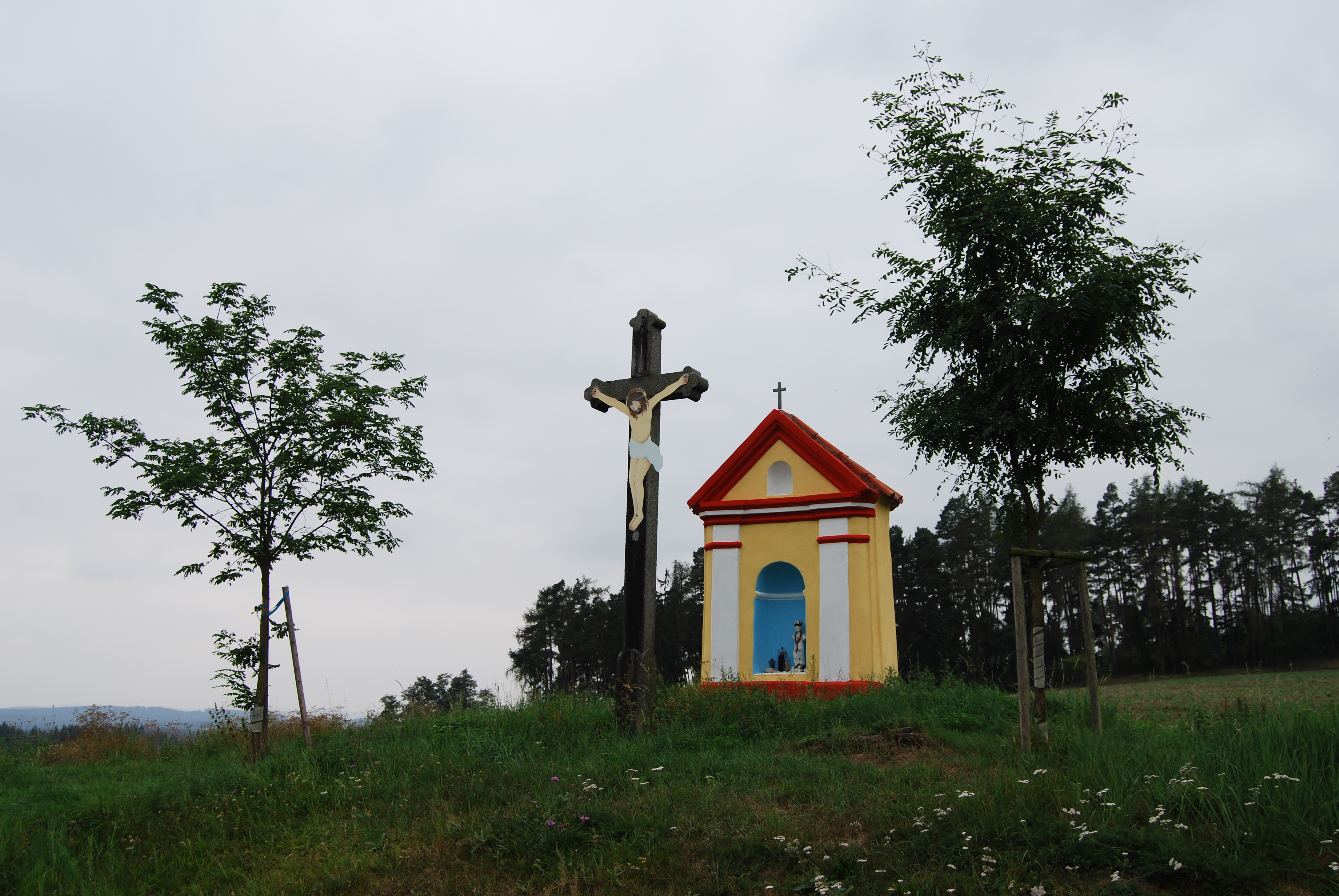
Kaple svatého Prokopa a kříž při staré cestě na Mlaka